# Club Atlético Boca Juniors 1912
Questa voce raccoglie le informazioni riguardanti il Boca Juniors nelle competizioni della stagione 1912.

## Stagione
Il calcio argentino subisce una delle sue prime "rivoluzioni" e scissioni. Da un lato la Argentine Football Association, cioè l'unica federazione calcistica argentina riconosciuta dalla FIFA e a cui rimane aggregato il Boca Juniors; dall'altra la secessionaria Federación Argentina de Football (fondata da Estudiantes, Porteño e Gimnasia y Esgrima de Buenos Aires e che avrà vita breve, chiudendo i battenti soltanto nel dicembre del 1914). A causa della scissione, avvenuta dopo sei giornate, la AFA decide che le partite disputate con le squadre "scissioniste" non contano ai fini della classifica: per il Boca sono quindi inutili i punti ottenuti contro Kimberley, Argentino de Quilmes e Independiente.
Il Boca Juniors si prepara alla nuova stagione cambiando profondamente la propria rosa: a parte Calomino (sbocciato come talento del calcio argentino soltanto nella stagione precedente), Taggino, Priano, Pieralini, e Garibaldi, l'ossatura della squadra cambia completamente, anche con il ritorno di Donato Abbatángelo e del primo giocatore britannico a vestire la casacca xeneize, ovvero lo scozzese Alex McCulloch (che viene presentato ai tifosi in occasione della partita casalinga del 1 settembre 1912 contro il Comercio). Dal punto di vista prettamente sportivo però, il grande cambiamento della rosa non porta ad un'altrettanto grande stagione per il Boca Juniors, che non riesce nuovamente a raggiungere la promozione in Primera, soprattutto a causa del clamoroso pareggio con il Platense del 22 settembre, nel quale il Boca riesce a sbagliare ben due rigori, perdendo così i punti fondamentali per poter sperare nella promozione. La successiva sconfitta contro il Ferro Carril Oeste per 2-0 del 10 novembre 1912, valevole per l'ultima giornata del campionato, ha anche un sapore dolce perché segna la fine dell'esperienza del Boca Juniors in una serie cadetta del campionato calcistico argentino. Anche la sua partecipazione alla Copa Bullrich è l'ultima partecipazione per il Boca in questa competizione; anche qui arriva inoltre l'ennesima delusione, con la sconfitta già al primo turno contro l'Estudiantil Porteño (Donato Abbatángelo sbaglia addirittura un calcio di rigore al 70º minuto di gioco sul momentaneo 0-1 dell'Estudiantil).
A completare il quadro di una stagione un po' sottotono, il Boca Juniors è costretto dal governo argentino ad abbandonare il suo campo nel quartiere di Isla Demarchi. Gli operai del governo smontano pezzo a pezzo lo stadio costruito con tanta fatica e denaro da dirigenti, giocatori e tifosi e il Boca Juniors si ritrova costretto a trovare un'altra soluzione per disputare le proprie partite casalinghe.

## Maglie e sponsor
| 1ª divisa |

## Rosa
| N. |                      | Ruolo | Calciatore          |
| -- | -------------------- | ----- | ------------------- |
| -- | Argentina (bandiera) | A     | Donato Abbatángelo  |
| -- | Argentina (bandiera) | A     | Anderson            |
| -- | Argentina (bandiera) | A     | Julio Arce          |
| -- | Argentina (bandiera) | A     | Enrique Bertolini   |
| -- | Argentina (bandiera) | D     | Atilio Biggeri      |
| -- | Argentina (bandiera) | C     | Emilio Bonatti      |
| -- | Argentina (bandiera) | P     | Juan Bruzán         |
| -- | Argentina (bandiera) | A     | Pedro Calomino      |
| -- | Argentina (bandiera) | C     | Carlos Capellini    |
| -- | Argentina (bandiera) | A     | Esteban Carabelli   |
| -- | Argentina (bandiera) | A     | Bartolomé Chiappori |
| -- | Argentina (bandiera) | A     | Vicente Cincotta    |
| -- | Argentina (bandiera) | C     | Miguel Elena        |

| N. |                      | Ruolo | Calciatore        |
| -- | -------------------- | ----- | ----------------- |
| -- | Argentina (bandiera) | A     | Juan Eloiso       |
| -- | Argentina (bandiera) | P     | Lorenzo Etchart   |
| -- | Argentina (bandiera) | D     | Juan Garibaldi    |
| -- | Argentina (bandiera) | D     | Horacio Lamelas   |
| -- | Argentina (bandiera) | A     | Emilio Malespada  |
| -- | Scozia (bandiera)    | A     | Alex McCulloch    |
| -- | Argentina (bandiera) | C     | Marcos Mayer      |
| -- | Argentina (bandiera) | A     | Alfredo Pesce     |
| -- | Argentina (bandiera) | D/C   | Máximo Pieralini  |
| -- | Argentina (bandiera) | C     | Juan Priano       |
| -- | Argentina (bandiera) | A     | Francisco Taggino |
| -- | Argentina (bandiera) | C     | Miguel Valentini  |
| -- | Argentina (bandiera) | C     | P. Wickam         |

## Calciomercato

### Operazioni esterne alle sessioni
| Acquisti         | Acquisti            | Acquisti         | Acquisti         |
| Altre operazioni | Altre operazioni    | Altre operazioni | Altre operazioni |
| R.               | Nome                | da               | Modalità         |
| ---------------- | ------------------- | ---------------- | ---------------- |
| A                | Donato Abbatángelo  | -                | -                |
| A                | Anderson            | -                | -                |
| A                | Julio Arce          | -                | -                |
| A                | Enrique Bertolini   | -                | -                |
| D                | Atilio Biggeri      | -                | -                |
| P                | Juan Bruzán         | -                | -                |
| C                | Carlos Capellini    | -                | -                |
| A                | Esteban Carabelli   | -                | -                |
| A                | Bartolomé Chiappori | -                | -                |
| A                | Vicente Cincotta    | -                | -                |
| C                | Miguel Elena        | -                | -                |
| A                | Juan Eloiso         | -                | -                |
| D                | Horacio Lamelas     | -                | -                |
| A                | Alex McCulloch      | -                | -                |
| C                | Marcos Mayer        | -                | -                |
| A                | Alfredo Pesce       | -                | -                |
| C                | P. Wickam           | -                | -                |

| Cessioni         | Cessioni           | Cessioni         | Cessioni         |
| Altre operazioni | Altre operazioni   | Altre operazioni | Altre operazioni |
| R.               | Nome               | a                | Modalità         |
| ---------------- | ------------------ | ---------------- | ---------------- |
| C                | Alberto Allan      | -                | -                |
| C                | Angel Angotti      | -                | -                |
| D                | F. Armida          | -                | -                |
| A                | Francisco Fuentes  | -                | -                |
| A                | C. Castro          | -                | -                |
| A                | Juan Díscoli       | -                | -                |
| C                | Adolfo Fernández   | -                | -                |
| A                | Francisco Fuentes  | -                | -                |
| A                | Anempodisto García | -                | -                |
| A                | Aquiles Giovanelli | -                | -                |
| C                | Ramón Lamique      | -                | -                |
| A                | Julio Pastor       | -                | -                |
| A                | Rafael Pratts      | -                | -                |
| A                | Amílcar Spinelli   | -                | -                |
| P                | Narciso Vera       | -                | -                |
| C                | Marcelino Vergara  | -                | -                |

## Risultati

### Classifica
| Pos. | Squadra             | Pt | G  | V  | N | P | GF | GS | DR  |
| ---- | ------------------- | -- | -- | -- | - | - | -- | -- | --- |
| 1.   | Ferro Carril Oeste  | 30 | 12 | 10 | 0 | 2 | 29 | 21 | +8  |
| 2.   | Platense            | 26 | 12 | 8  | 2 | 2 | 29 | 15 | +14 |
| 3.   | Boca Juniors        | 23 | 12 | 7  | 2 | 3 | 23 | 9  | +14 |
| 4.   | Estudiantil Porteño | 23 | 12 | 7  | 2 | 3 | 27 | 15 | +12 |
| 5.   | Comercio            | 13 | 12 | 4  | 1 | 7 | 27 | 25 | +2  |

### Risultati
| Buenos Aires 14 aprile 1912 1ª giornata                                                | Comercio de Buenos Aires | 0 – 4 referto                                        | Boca Juniors |  |
| \| \| \| \| \| \| Marcatori \| 1’ Taggino 10’ Pieralini 14’ Taggino 70’ Abbatángelo \| |                          |                                                      |              |  |
|                                                                                        |                          |                                                      |              |  |
|                                                                                        | Marcatori                | 1’ Taggino 10’ Pieralini 14’ Taggino 70’ Abbatángelo |              |  |

| Arbitro: | Giacomelli |

|              |           |                                              |
| Bertrand 48’ | Marcatori | 10’ Abbatángelo 15’ Cincotta 25’ Abbatángelo |

| Arbitro: | Lacoste |

|  |           |             |
|  | Marcatori | 43’ Taggino |

| Buenos Aires 16 maggio 1912 4ª giornata                       | Boca Juniors | 2 – 0 referto | Argentino (Q) |  |
| \| \| \| \| \| Abbatángelo 57’ Taggino 85’ \| Marcatori \| \| |              |               |               |  |
|                                                               |              |               |               |  |
| Abbatángelo 57’ Taggino 85’                                   | Marcatori    |               |               |  |

| Buenos Aires 19 maggio 1912 5ª giornata | Estudiantil Porteño | 0 – 0 referto | Boca Juniors |  |

| Buenos Aires 2 giugno 1912 6ª giornata | Independiente | 0 – 0 referto | Boca Juniors |  |

| Arbitro: | Jordan |

|                     |           |                                      |
| Calomino 35’ (rig.) | Marcatori | 20’ Annaratone 32’ Cotero 40’ Cotero |

| Buenos Aires 21 luglio 1912 8ª giornata                 | Riachuelo | 0 – 2 referto         | Boca Juniors |  |
| \| \| \| \| \| \| Marcatori \| Carabelli Abbatángelo \| |           |                       |              |  |
|                                                         |           |                       |              |  |
|                                                         | Marcatori | Carabelli Abbatángelo |              |  |

| Arbitro: | Morazzini |

|                       |           |           |
| Mayer 10’ Taggino 89’ | Marcatori | 20’ Doyer |

| Buenos Aires 18 agosto 1912 10ª giornata        | Boca Juniors | 0 – 1 referto | Ferro Carril Oeste |  |
| \| \| \| \| \| \| Marcatori \| 75’ Deandreis \| |              |               |                    |  |
|                                                 |              |               |                    |  |
|                                                 | Marcatori    | 75’ Deandreis |                    |  |

| Buenos Aires 25 agosto 1912 11ª giornata                                            | Boca Juniors | 8 – 1 referto | Olivos |  |
| \| \| \| \| \| Abbatángelo Taggino Elena Mayer Arce Wickam \| Marcatori \| ?[12] \| |              |               |        |  |
|                                                                                     |              |               |        |  |
| Abbatángelo Taggino Elena Mayer Arce Wickam                                         | Marcatori    | ?             |        |  |

| Buenos Aires 1 settembre 1912 12ª giornata            | Boca Juniors | 2 – 0 referto | Comercio de Buenos Aires |  |
| \| \| \| \| \| Mayer 10’ Mayer 15’ \| Marcatori \| \| |              |               |                          |  |
|                                                       |              |               |                          |  |
| Mayer 10’ Mayer 15’                                   | Marcatori    |               |                          |  |

| Buenos Aires 8 settembre 1912 13ª giornata                                        | Boca Juniors | 3 – 1 referto | Riachuelo |  |
| \| \| \| \| \| Chiappori Esteban Carabelli Abbatángelo \| Marcatori \| Sevessi \| |              |               |           |  |
|                                                                                   |              |               |           |  |
| Chiappori Esteban Carabelli Abbatángelo                                           | Marcatori    | Sevessi       |           |  |

| Florida 22 settembre 1912 14ª giornata | Platense | 0 – 0 referto | Boca Juniors |  |

| Arbitro: | Morazzani |

|              |           |  |
| Pini Bergara | Marcatori |  |

### Copa Bullrich

#### Prima fase
| Arbitro: | Perkins |

|  |           |           |
|  | Marcatori | 44’ Doyer |

Con la sconfitta contro l'Estudiantil, il Boca Juniors viene subito eliminato dalla Copa Bullrich.

## Statistiche

### Statistiche di squadra
| Competizione        | In casa | In casa | In casa | In casa | In casa | In casa | In trasferta | In trasferta | In trasferta | In trasferta | In trasferta | In trasferta | Totale | Totale | Totale | Totale | Totale | Totale | DR  |
| Competizione        | G       | V       | N       | P       | Gf      | Gs      | G            | V            | N            | P            | Gf           | Gs           | G      | V      | N      | P      | Gf     | Gs     | DR  |
| ------------------- | ------- | ------- | ------- | ------- | ------- | ------- | ------------ | ------------ | ------------ | ------------ | ------------ | ------------ | ------ | ------ | ------ | ------ | ------ | ------ | --- |
| División Intermedia | 7       | 5       | 0       | 2       | 18      | 7       | 8            | 4            | 3            | 1            | 10           | 3            | 15     | 9      | 3      | 3      | 28     | 10     | +18 |
| Copa Bullrich       | 1       | 0       | 0       | 1       | 0       | 1       | 0            | 0            | 0            | 0            | 0            | 0            | 1      | 0      | 0      | 1      | 0      | 1      | -1  |
| Totale              | 8       | 5       | 0       | 3       | 18      | 8       | 8            | 4            | 3            | 1            | 10           | 3            | 16     | 9      | 3      | 4      | 28     | 11     | +17 |

### Statistiche individuali
| Giocatore      | División Intermedia | División Intermedia | División Intermedia | División Intermedia | Copa Bullrich | Copa Bullrich | Copa Bullrich | Copa Bullrich | Totale   | Totale | Totale      | Totale     |
| Giocatore      | Presenze            | Reti                | Ammonizioni         | Espulsioni          | Presenze      | Reti          | Ammonizioni   | Espulsioni    | Presenze | Reti   | Ammonizioni | Espulsioni |
| -------------- | ------------------- | ------------------- | ------------------- | ------------------- | ------------- | ------------- | ------------- | ------------- | -------- | ------ | ----------- | ---------- |
| D. Abbatángelo | 15                  | 9                   | 0                   | 0                   | 1             | 0             | 0             | 0             | 16       | 9      | 0           | 0          |
| Anderson       | 1                   | 0                   | 0                   | 0                   | 0             | 0             | 0             | 0             | 1        | 0      | 0           | 0          |
| A. Aquila      | 1                   | 0                   | 0                   | 0                   | 0             | 0             | 0             | 0             | 1        | 0      | 0           | 0          |
| J. Arce        | 2                   | 1                   | 0                   | 0                   | 0             | 0             | 0             | 0             | 2        | 1      | 0           | 0          |
| E. Bertolini   | 3                   | 0                   | 0                   | 0                   | 0             | 0             | 0             | 0             | 3        | 0      | 0           | 0          |
| A. Biggeri     | 8                   | 0                   | 0                   | 0                   | 1             | 0             | 0             | 0             | 9        | 0      | 0           | 0          |
| E. Bonatti     | 1                   | 0                   | 0                   | 0                   | 0             | 0             | 0             | 0             | 1        | 0      | 0           | 0          |
| J. Brúzan      | 1                   | -2                  | 0                   | 0                   | 0             | 0             | 0             | 0             | 1        | -2     | 0           | 0          |
| P. Calomino    | 10                  | 1                   | 0                   | 0                   | 1             | 0             | 0             | 0             | 11       | 1      | 0           | 0          |
| C. Capellini   | 1                   | 0                   | 0                   | 0                   | 0             | 0             | 0             | 0             | 1        | 0      | 0           | 0          |
| E. Carabelli   | 3                   | 2                   | 0                   | 0                   | 0             | 0             | 0             | 0             | 3        | 2      | 0           | 0          |
| B. Chiappori   | 1                   | 1                   | 0                   | 0                   | 0             | 0             | 0             | 0             | 1        | 1      | 0           | 0          |
| V. Cincotta    | 6                   | 1                   | 0                   | 0                   | 1             | 0             | 0             | 0             | 7        | 1      | 0           | 0          |
| M. Elena       | 15                  | 1                   | 0                   | 0                   | 1             | 0             | 0             | 0             | 16       | 1      | 0           | 0          |
| J. Eloiso      | 9                   | 1                   | 0                   | 0                   | 1             | 0             | 0             | 0             | 10       | 1      | 0           | 0          |
| L. Etchart     | 15                  | -10                 | 0                   | 0                   | 1             | -1            | 0             | 0             | 16       | -11    | 0           | 0          |
| J. Garibaldi   | 14                  | 0                   | 0                   | 0                   | 1             | 0             | 0             | 0             | 15       | 0      | 0           | 0          |
| H. Lamelas     | 5                   | 0                   | 0                   | 0                   | 0             | 0             | 0             | 0             | 5        | 0      | 0           | 0          |
| E. Malespada   | 1                   | 0                   | 0                   | 0                   | 0             | 0             | 0             | 0             | 1        | 0      | 0           | 0          |
| M. Mayer       | 6                   | 4                   | 0                   | 0                   | 0             | 0             | 0             | 0             | 6        | 4      | 0           | 0          |
| A. McCulloch   | 1                   | 0                   | 0                   | 0                   | 0             | 0             | 0             | 0             | 1        | 0      | 0           | 0          |
| A. Pesce       | 3                   | 0                   | 0                   | 0                   | 0             | 0             | 0             | 0             | 3        | 0      | 0           | 0          |
| M. Pieralini   | 14                  | 1                   | 0                   | 0                   | 1             | 0             | 0             | 0             | 15       | 1      | 0           | 0          |
| J. Priano      | 6                   | 0                   | 0                   | 0                   | 1             | 0             | 0             | 0             | 7        | 0      | 0           | 0          |
| F. Taggino     | 14                  | 6                   | 0                   | 0                   | 1             | 0             | 0             | 0             | 15       | 6      | 0           | 0          |
| M. Valentini   | 8                   | 0                   | 0                   | 0                   | 0             | 0             | 0             | 0             | 8        | 0      | 0           | 0          |
| P. Wickam      | 1                   | 1                   | 0                   | 0                   | 0             | 0             | 0             | 0             | 1        | 1      | 0           | 0          |